# Оракпо, Виктор
Виктор Икечукву Джонатан Оракпо (англ. Victor Ikechukwu Jonathan Orakpo; род. 14 января 2006) — нигерийский футболист, нападающий клуба «Ницца», выступающий на правах аренды за клуб «Монпелье».

## Клубная карьера
Оракпо — воспитанник клуба «Бако». В 2024 году игрок подписал свой первый профессиональный контракт с французской «Ниццей». 18 августа в матче против Осера он дебютировал в Лиге 1.